# Stor troldel
Stor Troldel (Fothergilla major) er en lille, løvfældende busk med en opret, stivgrenet vækst. Planten stammer fra Alleghenybjergene i USA.

## Beskrivelse
Barken er først lysegrøn, men snart bliver den rødbrun. Gamle grene kan have en grå, lidt opsprækkende bark. Knopperne er modsatte og har knopskæl med stjernehår. Bladene er bredt ægformede med en hel rand, der dog yderst er groft takket. Oversiden er mørkegrøn og rynket, men dog blank, mens undersiden er blågrøn. Høstfarven er lysende rød. 
Blomstringen sker i maj, og den består af uregelmæssige, næsten rørformede, hvide blomster, der er samlet i endestillede aks. Frugterne er kapsler med hver to frø, som dog næppe modner i Danmark.
Rodnettet består af kraftige hovedrødder og mange, tætsiddende finrødder. I begyndelsen er de noget højtliggende, men med tiden bliver de dybtgående. 
Højde x bredde og årlig tilvækst: 2 x 1,5 m (10 x 5 cm/år).

## Hjemsted
Planten vokser i Alleghenybjergene fra Virginia til South Carolina. Her findes den i Great Smoky Mountains National Park i højder over 700 m på fugtig, sur bund sammen med bl.a. Bredbladet Kalmia, Bregnepors, Nedliggende Bjergte, Nyssa sylvatica, Oxydendrum arboreum, Pinus pungens, Quercus coccinea, Rhododendron minus, Rød-Løn, Storfrugtet Blåbær og Weymouth-Fyr.
| Portal | Portal:Botanik |